# Gun-ota ga mahō sekai ni tensei shitara, gendai heiki de guntai Harem wo tsukutchaimashita!?
Gun-ota ga mahō sekai ni tensei shitara, gendai heiki de guntai Harem wo tsukutchaimashita!? (軍オタが魔法世界に転生したら、現代兵器で軍隊ハーレムを作っちゃいました!?, Gun-ota ga mahō sekai ni tensei shitara, gendai heiki de guntai hāremu wo tsukutchaimashita!?, litt. « Quand un fana des armes est réincarné dans un monde de magie, il met en place une armée harem avec des armes modernes!? ») est une série de light novel japonais écrite par Meikyou Shisui. Publiée à l'origine comme une websérie sur le site Shōsetsuka ni narō depuis le 22 novembre 2013, la série a depuis été publiée en douze volumes par l'éditeur Fujimi Shobo avec des illustrations de Suzuri (ja) entre le 18 octobre 2014 et le 20 décembre 2017,.
La série est aussi connue à l'étranger sous le nom de When military mania transmigrated in the magic world (litt. « Quand un maniaque des armes est transmigré dans un monde magique »).
La série a été adaptée en manga; cette adaptation est prépubliée dans le magazine de prépublication Monthly Comp Ace, depuis le 9 juin 2015.

## Synopsis
Hotta Youta, était un otaku des armes à feu. Alors âgé de 27 ans, toujours vierge, il avait abandonné ses études secondaires et était un ancien hikikomori. Il a fini poignardé devant chez lui en rentrant de son travail dans la métallurgie. Il se retrouve alors réincarné dans le corps d'un nouveau-né, dans un monde où la magie existe. Regrettant de n'avoir pu se protéger, ni protéger ses proches durant son ancienne vie, il décide de tout faire pour que ça n'arrive pas dans cette vie, seul problème il est né avec un corps avec peu de capacité magique.
Il va découvrir l'existence d'un Métal Magique Liquide capable de prendre la forme qu'il visualise dans son esprit. Exploitant pleinement sa passion pour les armes de sa vie antérieure, il va compenser ses faibles aptitudes en magie en recréant des armes à feu.

## Personnages
- Lute (リュート, Rutto?)

Le protagoniste de l'histoire, réincarnation de Yōta Hotta (堀田 葉太, Hotta Yōta).
- Snow (スノー, Sunoo?)

Amie d'enfance de Lute qui deviendra son épouse.
- Chrisse Gate Vlad (クリス・ゲート・ブラッド, Kurisu Gēto Buraddo?)

Seconde femme de Lute, fille du vampire ayant acheté Lute comme esclave.

## Productions et supports

### Light novel

#### Liste des volumes
| no | Japonais         | Japonais          |
| no | Date de sortie   | ISBN              |
| -- | ---------------- | ----------------- |
| 1  | 18 octobre 2014  | 978-4-04-070361-9 |
| 2  | 20 décembre 2014 | 978-4-04-070362-6 |
| 3  | 18 avril 2015    | 978-4-04-070552-1 |
| 4  | 20 août 2015     | 978-4-04-070553-8 |
| 5  | 19 décembre 2015 | 978-4-04-070770-9 |
| 6  | 20 février 2016  | 978-4-04-070771-6 |
| 7  | 20 avril 2016    | 978-4-04-070862-1 |
| 8  | 20 août 2016     | 978-4-04-070863-8 |
| 9  | 20 décembre 2016 | 978-4-04-070864-5 |
| 10 | 20 avril 2017    | 978-4-04-072262-7 |
| 11 | 19 août 2017     | 978-4-04-072263-4 |
| 12 | 20 décembre 2017 | 978-4-04-072264-1 |

### Manga

#### Liste des volumes
| no | Japonais         | Japonais          |
| no | Date de sortie   | ISBN              |
| -- | ---------------- | ----------------- |
| 1  | 20 février 2016  | 978-4-04-070802-7 |
| 2  | 20 août 2016     | 978-4-04-070992-5 |
| 3  | 20 décembre 2016 | 978-4-04-070864-5 |
| 4  | 7 juillet 2017   | 978-4-04-072349-5 |
| 5  | 20 décembre 2017 | 978-4-04-072528-4 |
| 6  | 9 juillet 2018   | 978-4-04-072782-0 |
| 7  | 9 janvier 2019   | 978-4-04-072782-0 |
| 8  | 8 juin 2019      | 978-4040730073    |

### Sources
1. ↑  (ja) Meikyou Shisui, « 軍オタが魔法世界に転生したら、現代兵器で軍隊ハーレムを作っちゃいました！？ », sur Shōsetsuka ni narō (consulté le 7 octobre 2018)
2. ↑  (ja) Meikyou Shisui, « 軍オタが魔法世界に転生したら、現代兵器で軍隊ハーレムを作っちゃいました!? (1) (富士見ファンタジア文庫) 文庫 – 2014/10/18 », sur Amazon (consulté le 7 octobre 2018)
3. ↑  (ja) Meikyou Shisui, « 軍オタが魔法世界に転生したら、現代兵器で軍隊ハーレムを作っちゃいました!? 12 (ファンタジア文庫) 文庫 – 2017/12/20 », sur Amazon (consulté le 7 octobre 2018)
4. ↑  « Gunota ga Mahou Sekai ni Tensei Shitara, Gendai Heiki de Guntai Harem wo Tsukucchaimashita!? », sur Nautiljon (consulté le 7 octobre 2018)
5. ↑  (en) « Gun-Ota ga Mahou Sekai ni Tensei shitara, Gendai Heiki de Guntai Harem wo Tsukucchaimashita!? (Manga) », sur MyAnimeList (consulté le 7 octobre 2018)

### Œuvres
Édition japonaise
Light novel
1. 1 2  (ja) « 軍オタが魔法世界に転生したら、現代兵器で軍隊ハーレムを作っちゃいました!? 1 », sur Kadokawa (consulté le 9 octobre 2018)
2. 1 2  (ja) « 軍オタが魔法世界に転生したら、現代兵器で軍隊ハーレムを作っちゃいました!? 2 », sur Kadokawa (consulté le 9 octobre 2018)
3. 1 2  (ja) « 軍オタが魔法世界に転生したら、現代兵器で軍隊ハーレムを作っちゃいました!? 3 », sur Kadokawa (consulté le 9 octobre 2018)
4. 1 2  (ja) « 軍オタが魔法世界に転生したら、現代兵器で軍隊ハーレムを作っちゃいました!? 4 », sur Kadokawa (consulté le 9 octobre 2018)
5. 1 2  (ja) « 軍オタが魔法世界に転生したら、現代兵器で軍隊ハーレムを作っちゃいました!? 5 », sur Kadokawa (consulté le 9 octobre 2018)
6. 1 2  (ja) « 軍オタが魔法世界に転生したら、現代兵器で軍隊ハーレムを作っちゃいました!? 6 », sur Kadokawa (consulté le 9 octobre 2018)
7. 1 2  (ja) « 軍オタが魔法世界に転生したら、現代兵器で軍隊ハーレムを作っちゃいました!? 7 », sur Kadokawa (consulté le 9 octobre 2018)
8. 1 2  (ja) « 軍オタが魔法世界に転生したら、現代兵器で軍隊ハーレムを作っちゃいました!? 8 », sur Kadokawa (consulté le 9 octobre 2018)
9. 1 2  (ja) « 軍オタが魔法世界に転生したら、現代兵器で軍隊ハーレムを作っちゃいました!? 9 », sur Kadokawa (consulté le 9 octobre 2018)
10. 1 2  (ja) « 軍オタが魔法世界に転生したら、現代兵器で軍隊ハーレムを作っちゃいました!? 10 », sur Kadokawa (consulté le 9 octobre 2018)
11. 1 2  (ja) « 軍オタが魔法世界に転生したら、現代兵器で軍隊ハーレムを作っちゃいました!? 11 », sur Kadokawa (consulté le 9 octobre 2018)
12. 1 2  (ja) « 軍オタが魔法世界に転生したら、現代兵器で軍隊ハーレムを作っちゃいました!? 12 », sur Kadokawa (consulté le 9 octobre 2018)

Manga
1. 1 2  (ja) « 軍オタが魔法世界に転生したら、現代兵器で軍隊ハーレムを作っちゃいました!? 1 », sur Kadokawa (consulté le 9 octobre 2018)
2. 1 2  (ja) « 軍オタが魔法世界に転生したら、現代兵器で軍隊ハーレムを作っちゃいました!? 2 », sur Kadokawa (consulté le 9 octobre 2018)
3. 1 2  (ja) « 軍オタが魔法世界に転生したら、現代兵器で軍隊ハーレムを作っちゃいました!? 3 », sur Kadokawa (consulté le 9 octobre 2018)
4. 1 2  (ja) « 軍オタが魔法世界に転生したら、現代兵器で軍隊ハーレムを作っちゃいました!? 4 », sur Kadokawa (consulté le 9 octobre 2018)
5. 1 2  (ja) « 軍オタが魔法世界に転生したら、現代兵器で軍隊ハーレムを作っちゃいました!? 5 », sur Kadokawa (consulté le 9 octobre 2018)
6. 1 2 3 4 5 6  (ja) « 軍オタが魔法世界に転生したら、現代兵器で軍隊ハーレムを作っちゃいました!? 6 », sur Kadokawa (consulté le 9 octobre 2018)